# Mayaca baumii
Mayaca baumii là một loài thực vật có hoa trong họ Mayacaceae. Loài này được Gürke mô tả khoa học đầu tiên năm 1902.